# Atalaya (Cuzco)
Pour les articles homonymes, voir Atalaya.
Atalaya est un village péruvien de la région de Cuzco dans la province et dans le district de Kosñipata. Il s'agit de la dernière ville accessible par route de la région de Cuzco[réf. souhaitée].